# Salix schneideri
Salix schneideri är en videväxtart som beskrevs av B. Boiv.. Salix schneideri ingår i släktet viden, och familjen videväxter. Inga underarter finns listade i Catalogue of Life.